# Santiago Cañizares
José Santiago Cañizares Ruiz (født 18. december 1969 i Madrid) er en tidligere spansk fodboldspiller, der var målmand hos Real Madrid og Valencia.

## Klubkarriere
Cañizares startede sin klubkarriere i Real Madrid B i 1988. Derefter var han udlejet til klubber som Mérida UD og Celta Vigo inden han senere i 1994 vendte tilbage til Real Madrid for at spille på førsteholdet. Men da han ikke var i stand til at tilkæmpe sig en plads i startopstillingen, flyttede han til Valencia i 1998 for at erstatte den pensionerede Andoni Zubizarreta. Han hjalp klubben til Champions League-finalen i 2000 og 2001, der dog begge blev tabt. Desuden hjalp han klubben til det spanske mesterskab La Liga i 2002 og 2004. Han stoppede sin karriere i 2008.

## Landsholdskarierre
Cañizares blev noteret for 46 kampe for det spanske landshold, som han debuterede for i 1993 i en VM-kvalifikationskamp mod Danmark i Sevilla. Han har repræsenteret sit land ved sammenlagt seks EM- og VM-slutrunder, men har primært deltaget som reserve for forskellige førstemålmænd, for eksempel Andoni Zubizarreta og Iker Casillas.
Han var også reserve uden at få spilletid for Spaniens U/23-fodboldlandshold ved OL 1992 i Barcelona. Spanien vandt guld ved denne turnering.

## Titler
Real Madrid
- La Liga 1994-95, 1996-97
- UEFA Champions League 1997-1998

Valencia
- La Liga 2001-02, 2003-04
- Copa del Rey 1998-1999
- Supercopa de España 1999
- UEFA Cup 2003-2004
- UEFA Super Cup 2004